# Софтовић
Софтовић (алб. Softaj) је насељено место у општини Урошевац, на Косову и Метохији. Према попису становништва из 2011. у насељу је живело 496 становника.

## Становништво
Према попису из 2011. године, Софтовић има следећи етнички састав становништва:
| Националност | 2011.        |
| Албанци      | 490 (98,80%) |
| Срби         | 3 (0,60%)    |
| Бошњаци      | 2 (0,40%)    |
| недоступно   | 1 (0,20%)    |
| Укупно       | 496          |

| Демографија | Демографија | Демографија |
| Година      | Становника  | Становника  |
| ----------- | ----------- | ----------- |
| 1948.       | 199         |             |
| 1953.       | 250         |             |
| 1961.       | 279         |             |
| 1971.       | 354         |             |
| 1981.       | 366         |             |
| 1991.       | 445         |             |
| 2011.       | 496         |             |